# Willi Nickenig
Willi Nickenig (* 28. April 1944 in Boppard) ist ein ehemaliger deutscher Winzer und Politiker (CDU).

## Leben
Nickenig besuchte die Volksschule Boppard, die Berufsschule Boppard und die Weinbaufachschule Bacharach. Er machte eine Winzerlehre und eine praktische Ausbildung im elterlichen Betrieb. 1964 legte er die Winzergehilfenprüfung, 1969 die Winzermeisterprüfung ab und war ab 1973 Mitinhaber und ab 1976 Inhaber des elterlichen Weingutes. Von 1989 bis 2009 war er Mitarbeiter im Ministerium für Wirtschaft, Verkehr, Landwirtschaft und Weinbau.

## Politik
1962 trat Nickenig der CDU und der Jungen Union bei. Er war stellvertretender Vorsitzender des CDU-Ortsverbands Boppard und Vorstandsmitglied des CDU-Stadtverbands Boppard. Von 1969 bis 2004 war er Mitglied des Kreistags Rhein-Hunsrück, von 1970 bis 1974 Mitglied des Verbandsgemeinderats Boppard und von 1974 bis 1976 Mitglied des Stadtrats Boppard. Er war 1976–1989 Mitglied des Ortsbeirats Boppard, dort seit 1977 Fraktionsvorsitzender und 1989–1997 Mitglied und Fraktionsvorsitzender im Stadtrat Boppard.
Am 1. Januar 1987 rückte er für Walter Mallmann in den zehnten Landtag Rheinland-Pfalz nach, dem er bis zum Ende der Wahlperiode angehörte. Im Landtag war er  Mitglied im Ausschuss für Landwirtschaft, Weinbau und Forsten und im Petitionsausschuss.
Er wurde mit der Silbernen Ehrennadel des Bauern- und Winzerverbands Rheinland-Nassau (1988), der Dr.-Johann-Christian-Eberle-Medaille (1989), der Freiherr-vom-Stein-Plakette (1994) und dem Ehrenzeichen des Landes Rheinland-Pfalz ausgezeichnet.